# Крилаті ролери (фільм)
«Крилаті ролери» — драматична комедія, знята в 1993 році.

## Сюжет
Мітчелл Гусен (Шейн Макдермотт) — підліток, який проживає в Каліфорнії. Він дуже любить серфінг і кататися на роликах. Його батьки — зоологи. Вони отримують грант і вирушають працювати до Австралії, залишивши Мітча під наглядом його дядька, тітки і кузена Віллі, які живуть в Цинциннаті, штат Огайо. В Цинциннаті нема пляжу, і Мітч переживає через те, що не може займатися серфінгом. Він знайомиться зі своїм кузеном Віллі (Сет Грін), який жахливо водить машину і пробує всім доказати, що він крутий. Мітч починає відвідувати школу, в якій навчається Віллі, там він знайомиться з членами вуличної хокейної команди: Джеком (Кріс Конрад), Оґі (Джек Блек), Змієм (Якоб Варгас) і Розенблатом. Мітч закохується в Ніккі (Брітні Пауелл), сестру Джека, але він не хоче, щоби вони зустрічались.

## У ролях
- Шейн Макдермотт — Мітчелл Гусен
- Сет Грін — Віллі
- Брітні Пауелл — Ніккі
- Кріс Конрад — Джек
- Іді Маккльорг — тітка Айрін
- Якоб Варгас — «Змій»
- Джек Блек — Оґі
- Аланна Юбак — Глорія

## Цікаві факти
- Сет Грін для того, щоби повністю вжитись в роль, під час знімання відмовився від свого справжнього імені і вимагав, щоб його називали Віллі.